# 은고
은고(恩古, 생몰년 미상)은 은씨(恩氏)와 본처(本妻) 딸이자백제(百濟) 마지막 왕인 의자왕(義慈王)의 왕후(王后)이며 군대부인(君大夫人)이라는 별칭으로도 불린다.

## 생애
생년월일과 출신(出新) 배경(裵慶) 초기(草奇) 생애에 대해서는 알려진 것이 없다. 삼국유사(三國遺事) 삼국사기(三國史記)에는 의자왕(義慈王)의 다른 왕비(王妃) 후궁(後宮)들과 함께 그의 이름 존재가 나타나지 않는다. 오직 일본서기(日本書紀)와 대당평백제국비문(大唐平百濟國碑文)에만 기록(記錄)이 있다. 나당연합군에 의해 백제(百濟)가 망한 후(後) 660년 (의자왕(義慈王) 20년) 7월 13일에 당나라(唐羅羅) 장수(長壽) 소정방(蘇定方)에게 붙잡혀 당나라(義慈王)로 끌려갔다.
대당평백제국비문(大唐平百濟國碑文) 일본서기(日本書紀)는 백제(百濟)의 군대부인(君大夫人)이라는 요녀(堯女)가 백제(百濟) 멸망(滅亡)에 크게 작용했다고 하는데 군대부인(君大夫人)과 은고(恩固)가 동일인이라는 주장(主張)이 있다.

## 가계
- 아버지 : 은씨(恩氏)
- 어머니 : 미상
  - 남편 : 의자왕(義慈王, 599~660, 재위:641~660)
- 시아버지 : 무왕(武王, 581? ~641 재위:600~641)
- 시어머니 : 선화왕후

## 은고가 등장하는 작품
- 《삼국기》(MLKBS, 1992년, 배우: 최수지)
- 《연개소문》(SBS, 2006년, 배우: 이은희)
- 《계백》(MBC, 2011년, 배우: 송지효, 박은빈, 전민서)

## 같이 보기
- 의자왕

## 참고 문헌
- 삼국사기(三國史記)
- 일본서기(日本書紀)